# 龍福寺 (館林市)
龍福寺（りゅうふくじ）は、群馬県館林市野辺町にある高野山真言宗の寺院。

## 歴史
1637年（寛永14年）、松沢織部の開基である。織部は当地の開拓者で、寺を創建するために紀伊国伊都郡（現・和歌山県伊都郡高野町）の高野山金剛峯寺に赴き、龍光院澄栄法印に直々に会い、末寺にしてくれるように頼んだという。
1834年（天保5年）に火災に遭ったが、間もなく再建されている。現在の本堂は2015年（平成27年）に新築されたものである。

## 交通アクセス
- 路線バス野辺集会所停留所より徒歩2分。